# Wolfmother
Wolfmother – założony w 2000 roku australijski zespół rockowy. W 2007 zdobył roku nagrodę Grammy za piosenkę "Woman". 
Pierwotny skład grupy z gitarzystą i wokalistą Andrew Stockdale'em, basistą i klawiszowcem Chrisem Rossem oraz perkusistą Mylesem Heskettem wydał w 2007 roku album zatytułowany Wolfmother. W sierpniu 2008 Ross i Heskett odeszli z grupy; Stockdale zapowiedział jednak, że Wolfmother będzie kontynuował działalność z nowymi muzykami.
6 grudnia 2013 roku zespół opublikował film promujący nowy album po odrodzeniu zespołu z nowymi muzykami. 

## Muzycy
| Obecny skład zespołu - Andrew Stockdale - wokal prowadzący, gitara - Ian Peres - gitara basowa, instrumenty klawiszowe, wokal wspierający - Vin Steele - perkusja, gitara rytmiczna |  | Byli członkowie zespołu - Chris Ross - gitara basowa, instrumenty klawiszowe - Myles Heskett - perkusja - Aidan Nemeth - gitara rytmiczna - Dave Atkins - perkusja - Will Rockwell-Scott - perkusja - Elliott Hammond - instrumenty klawiszowe, instrumenty perkusyjne, harmonijka ustna, perkusja - Hamish Rosser - perkusja |

## Dyskografia
| Wolfmother                  | - Data: 31 października 2005 - Wydawca: Modular   | —  | 3  | 22  | 149 | 59 | 23 | 25 |
| Cosmic Egg                  | - Data: 26 października 2009 - Wydawca: Modular   | 24 | 3  | 16  | 67  | 11 | 14 | 35 |
| New Crown                   | - Data: 23 marca 2014 - Wydawca: wydanie własne   | —  | —  | 160 | —   | —  | —  | —  |
| Victorious                  | - Data: 19 lutego 2016 - Wydawca: Universal Music | —  | 17 | 71  | 129 | 9  | 20 | 25 |
| "—" album nie był notowany. |                                                   |    |    |     |     |    |    |    |

## Teledyski

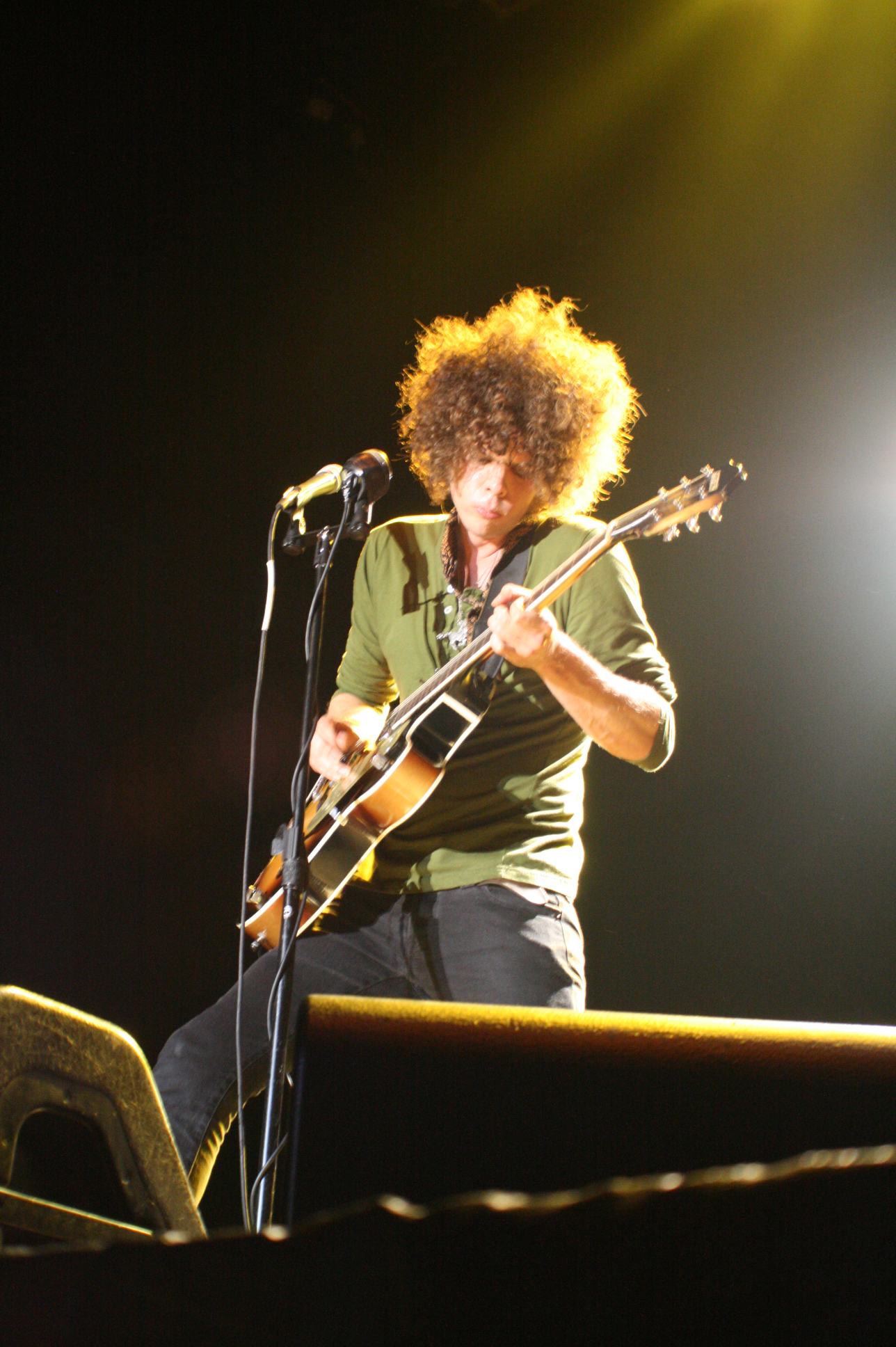
Andrew Stockdale, 2012

| Tytuł               | Rok  | Reżyseria        |
| ------------------- | ---- | ---------------- |
| "Mind's Eye"        | 2005 | The Malloys      |
| "White Unicorn"     | 2006 | Kris Moyes       |
| "Dimension"         | 2006 | The Malloys      |
| "Woman"             | 2006 | Alex and Martin  |
| "Love Train"        | 2006 | Jay Martin       |
| "Joker & the Thief" | 2006 | The Malloys      |
| "Apple Tree" (live) | 2007 | The Malloys      |
| "New Moon Rising"   | 2009 | Special Problems |
| "White Feather"     | 2010 | Pete Moore       |
| "Far Away"          | 2010 | Hydra            |
| "Heavy Weight"      | 2013 | —                |
| "Victorious"        | 2016 | Brother Willis   |

## Nagrody i wyróżnienia

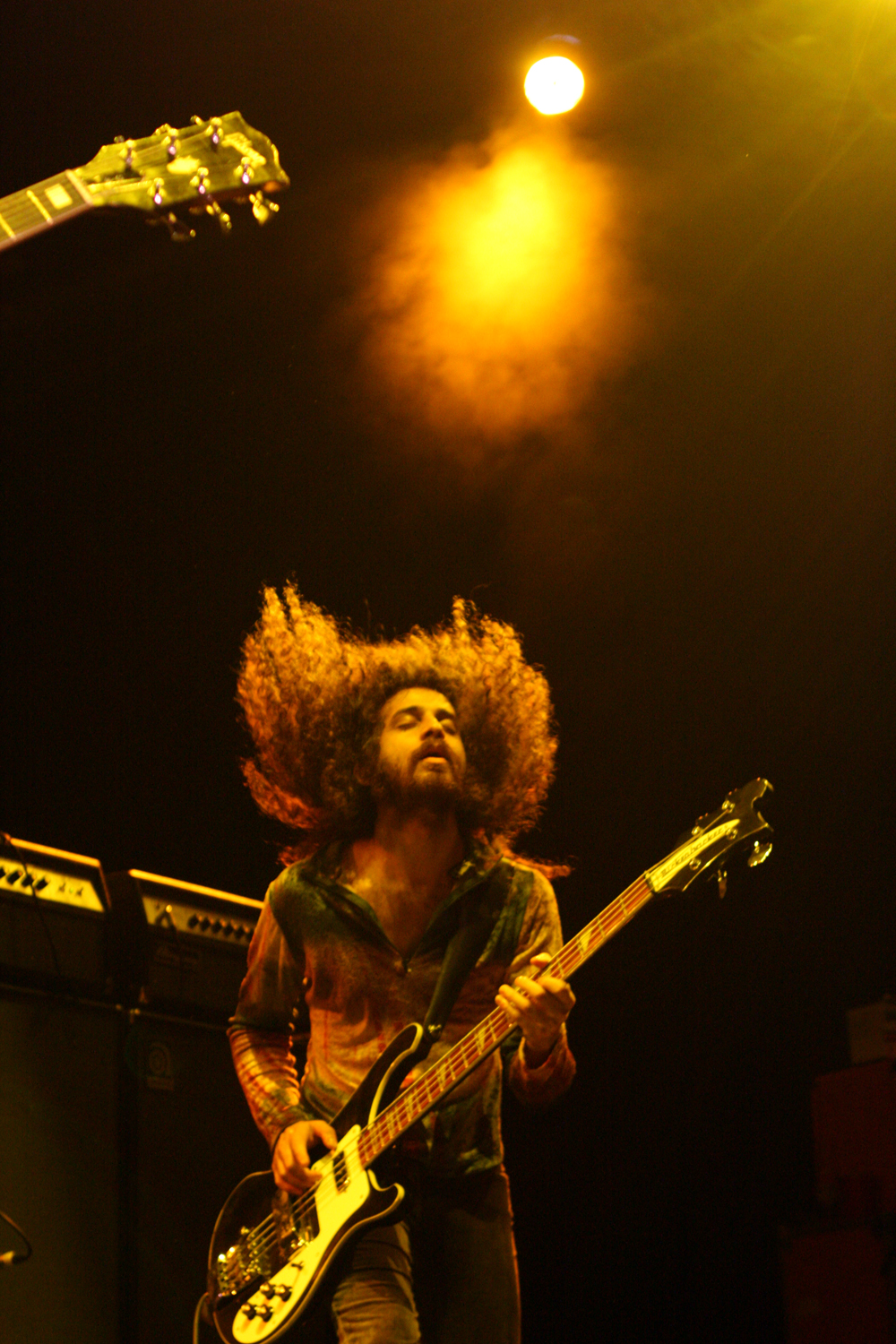
Ian Peres, 2012

| Rok  | Kategoria                  | Tytułem             | Nagroda              | Nota      |
| ---- | -------------------------- | ------------------- | -------------------- | --------- |
| 2006 | Spankin' New Aussie Artist | Wolfmother          | MTV Australia Awards | Nominacja |
| 2006 | Best Group                 | Wolfmother          | MTV Australia Awards | Nominacja |
| 2006 | Best Rock Video            | "Mind's Eye"        | MTV Australia Awards | Nominacja |
| 2006 | Best Breakthrough Album    | Wolfmother          | ARIA Music Awards    | Nominacja |
| 2006 | Best Rock Album            | Wolfmother          | ARIA Music Awards    | Laur      |
| 2006 | Album of the Year          | Wolfmother          | ARIA Music Awards    | Nominacja |
| 2006 | Best Group                 | Wolfmother          | ARIA Music Awards    | Laur      |
| 2006 | Single of the Year         | "Mind's Eye"        | ARIA Music Awards    | Nominacja |
| 2007 | Best Group                 | Wolfmother          | MTV Australia Awards | Nominacja |
| 2007 | Viewers' Choice Award      | Wolfmother          | MTV Australia Awards | Nominacja |
| 2007 | Best Rock Video            | "Joker & the Thief" | MTV Australia Awards | Nominacja |
| 2007 | Video of the Year          | "Joker & the Thief" | MTV Australia Awards | Nominacja |